# 柯爾特M1903袖珍擊錘半自動手槍
柯爾特M1903“袖珍擊錘”（英語：Colt Model 1903 Pocket Hammer）是一款由美国著名枪械設計師约翰·勃朗宁所設計、並且由柯爾特專利槍械生產公司在20世紀初期生產的單動操作式半自動手槍，是改進自最初的M1900的M1902運動型號的的緊湊型版本，發射.38 ACP口徑手枪子彈。
儘管柯爾特M1902運動型號與M1903“袖珍擊錘”型以至受軍事學所啟發的柯爾特M1902軍用型號有著很大不同，但它倆都發射相同的手槍子彈。它的設計與柯爾特M1903袖珍擊錘內置型或是FN M1903手槍毫無關係。

## 背景
乍眼一看，這款手槍在視覺上更類似於其後的柯爾特M1911，而非其所衍生而至的柯爾特M1902運動型號。但是，經粗略檢查以後卻顯示出與M1911的許多差異：取消任何保險以及套筒卡榫，彈匣的釋放扣位於握把的底部而非握把側面按鈕的樣式，以及固定著套筒的楔形物。閉鎖系統採用二重絞鏈，而非其後來的M1911的單一絞鏈。這兩個絞鏈（一個靠近槍口、而另一個位於膛室以下）以與平行直尺相同的動作使得槍管解鎖。這種設計的缺失在於需要在套筒於槍口附近的位置中安裝一塊橫越式楔形物，以便進行組裝和拆卸。如果套筒斷裂或是楔形物變得鬆動，套筒會向後飛出底把，繼而傷害射手。因此該設計限制了可以使用的彈藥種類的強度。
該手槍裝填.38 ACP口徑手枪子彈，而且還在套筒以上沖壓有“ Calibre 38 rimless smokeless”（意為：38口徑無緣式無菸）的英語字樣。.38 ACP彈藥的火力比9×19毫米帕拉貝倫口徑彈藥稍遜，現在已經被淘汰，因為再也沒有新型的現代槍械裝填.38 ACP彈藥。在使用閉鎖後膛時，該手槍的閉鎖設計並非很堅固，因而在1929年被裝填.38超級彈的M1911A1型手槍所取代。
.38 ACP（又稱：.38 Auto）與.38超級彈採用了相同尺寸的彈殼，唯一的區別在於它倆各自的最大操作膛壓。任何一款基於M1900系列的柯爾特手槍（即1900、1902，以及1903）當中裝填全新、原廠所生產的.38超級彈是不明智的事。可另一方面，.38超級彈口徑的手槍卻通常可以與.38 ACP（或是.38 ACP壓級）彈藥配合使用。只是它倆可能需要換上一根簧力稍微不那麼強大的複進簧以正常操作。
該槍最初很受歡迎，但.38 ACP型號的銷售量卻隨著.45口徑的M1905的推出而下降，然後M1911更導致.38的銷售基本上停擺了。但直到1920年代初現有零部件都被用完以前，柯爾特仍將其列入其年度目錄當中。

M1903“袖珍擊錘”型基本上只是以一款M1902運動型號的短管樣式生產，然後於1904年開始認真生產（1903年僅生產了100把手槍），每年的產量從1,200到2,300不等，直到1917年由於第一次世界大戰而導致產量急劇下降。直到1907年後期，該槍都在使用了圓形短樁式擊錘；但是出於想從軍方、以至似乎也想從公眾獲得利益，那時的柯爾特也開始使用低矮的馬刺式擊錘（由於M1907美國測試手槍的這一要求，這些是經過改良、並且裝具有握把式保險的M1905），並且開始在他倆所有當時仍在繼續生產的外露擊錘式自動手槍：M1903“袖珍擊錘”型、M1902軍用型號和M1905 .45 ACP型號以上逐步使用低矮的馬刺式擊錘。因此，裝上了圓形短樁式擊錘的柯爾特M1903“袖珍擊錘”型可以協助觀看者一目了然的追溯那些手槍的生產時間就在1903年—1907年以內。
與衍生而至的運動型號，以及分別配備了銑削製套筒凹槽和方格套筒的M1902軍用型號不同，M1903“袖珍擊錘”型在其後部裝有套筒凹槽。最早期的手槍具有類似於M1902運動型號的銑削佈局，但在1905年春季左右，柯爾特過渡到後切式套筒，而且顯然是所有自動手槍型號皆是。這表明只有約1,700把M1903“袖珍擊錘”型裝有後銑削型套筒；這使得它們成為最早期、亦是最難找到的類型。
M1903“袖珍擊錘”型的序列號始於1903年的19,999，以後倒退至1906年的16,000。此後，序列號從20,000重新開始，直到1927年停產時，號碼在47,227。該槍總共生產了約29,237把，與柯爾特M1900和柯爾特M1902兩款.38自動手槍的產量大致相當。第一次世界大战以前，手槍可通過在較輕、亦較小的手槍中提供相對較強大的彈藥來填補一個空白。但就在1909年，柯爾特推出了.380 ACP口徑的M1903／08袖珍擊錘內置型（火力比.38 ACP遜色的彈藥，但適用於較細小的直接反沖式手槍）。.380“袖珍擊錘內置”型壓倒了“袖珍擊錘”型的銷量，但1903年仍然健在，可能是由於.38 ACP彈藥的火力仍然比.380 ACP強大。但是，第一次世界大戰明顯減慢了其生產速度，僅在1920年產量激增至3,200把（可能是為了填補戰時積壓的經銷商定單）以後，銷售速度變得非常緩慢，M1903“袖珍擊錘”型因而逐漸消失，而較小的M1903 .380與.32 ACP口徑“袖珍擊錘內置”手槍卻蓬勃發展。
軍方僅採用了少量的M1903“袖珍擊錘”型，然後僅視不按照合同而購入的次要武器。但是，在1910—1920年墨西哥革命的混亂之前或可能在墨西哥所發生混亂期間，該型號確實在墨西哥實現了可觀的銷售額，因此當中許多把該槍落入了軍隊和準軍事部隊的手中。此外，1920年代，菲律宾保安部队也購入了一批該武器。

## 資料來源
1. ↑  Shideler, Dan. . Iola, Wisconsin: Gun Digest Books. 28 February 2011: 102  [2019-10-28]. ISBN 1-4402-2667-9. （原始内容存档于2014-07-08）.
2. ↑  The .38 Super Automatic +P: A Brief History （页面存档备份，存于） by Mark Freburg, Outdoor Network, 2006
3. 1 2 3 4  Sapp, Rick. . Iola, Wisconsin: F+W Media, Inc. 2007: 130–131. ISBN 0-89689-534-3.

## 外部連結
- （英文）—Colt Automatic Pistols
- （英文）—Colt's Manufacturing Company—manufacturer's website （页面存档备份，存于）